# 1994年冬季残疾人奥林匹克运动会爱沙尼亚代表团
1994年冬季残疾人奥林匹克运动会爱沙尼亚代表团是爱沙尼亚派出的1994年冬季残疾人奥林匹克运动会代表团。获得1枚铜牌。